# Allamanda
Аламанда (Allamanda) — рід рослин родини барвінкові (Apocynaceae).

## Назва
Названий на честь професора Лейденського університету Фредеріка Алламанда.

## Будова
Кущі та ліани з яскраво-зеленим листям та рясними квітами. У природних умовах можуть рости до 6 м довжини.

## Поширення та середовище існування
11 з 12 видів походить з Бразилії. І лише один з Центральної Америки.

## Практичне використання
Деякі види широко використовуються у декоративному садівництві.
- Allamanda cathartica — цвіте рясним жовтим цвітом цілий рік у тропічному кліматі.
- Allamanda neriifolia — має темнокоричневі смуги всередині жовтої квітки.
- Allamanda violacea — рослина з фіолетовими квітами.

## Галерея

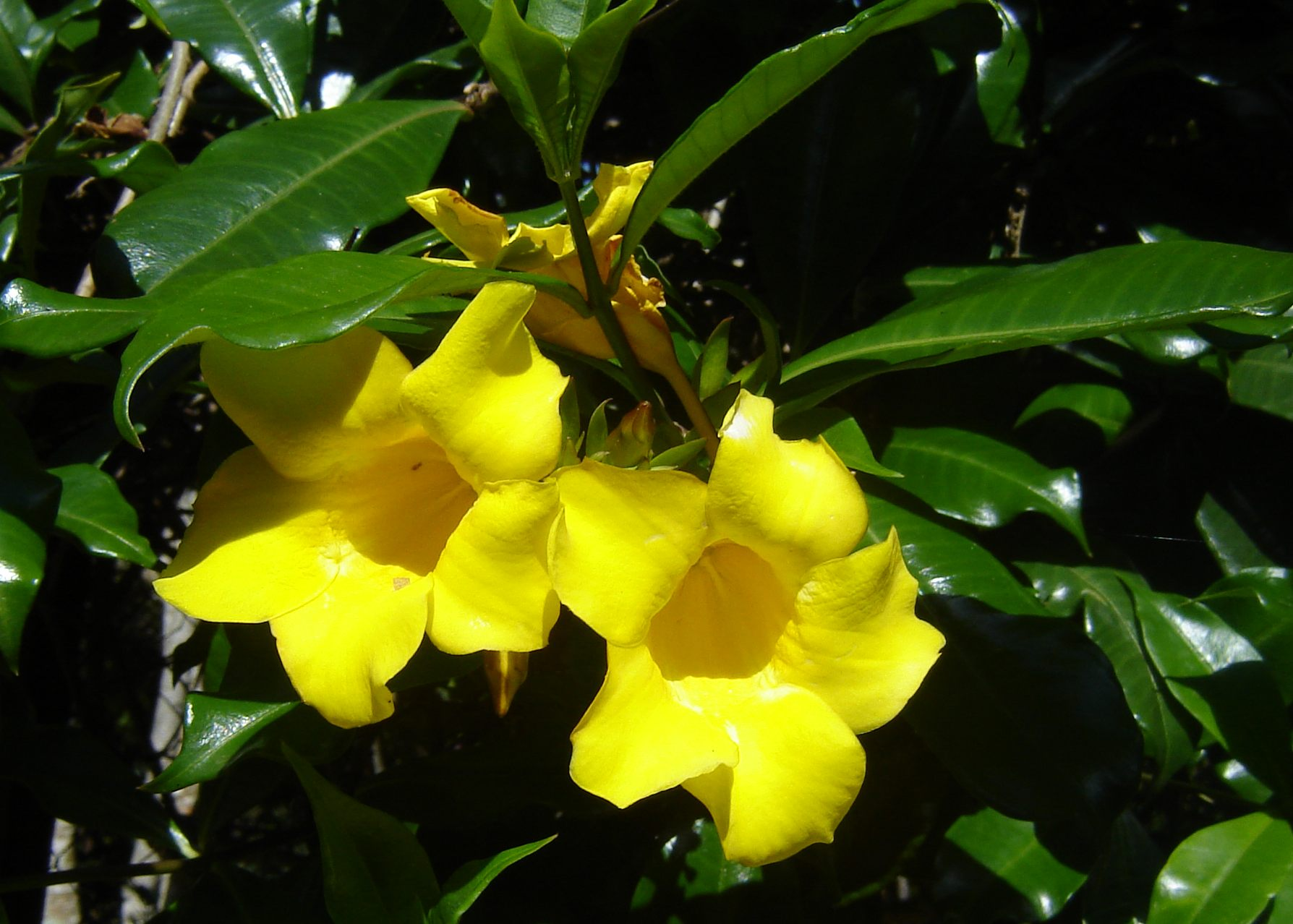
Типовий вид Allamanda cathartica
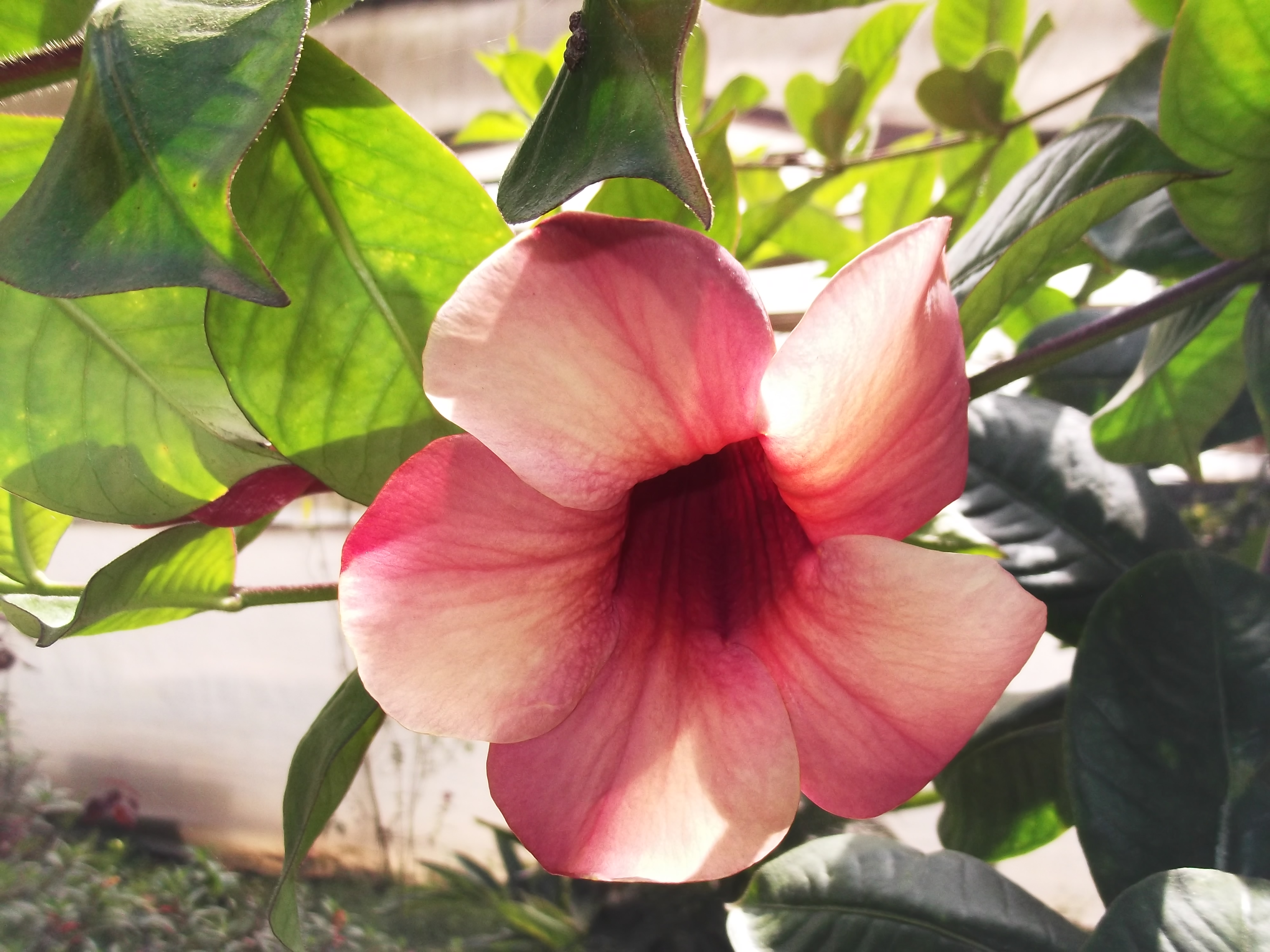
Allamanda violacea
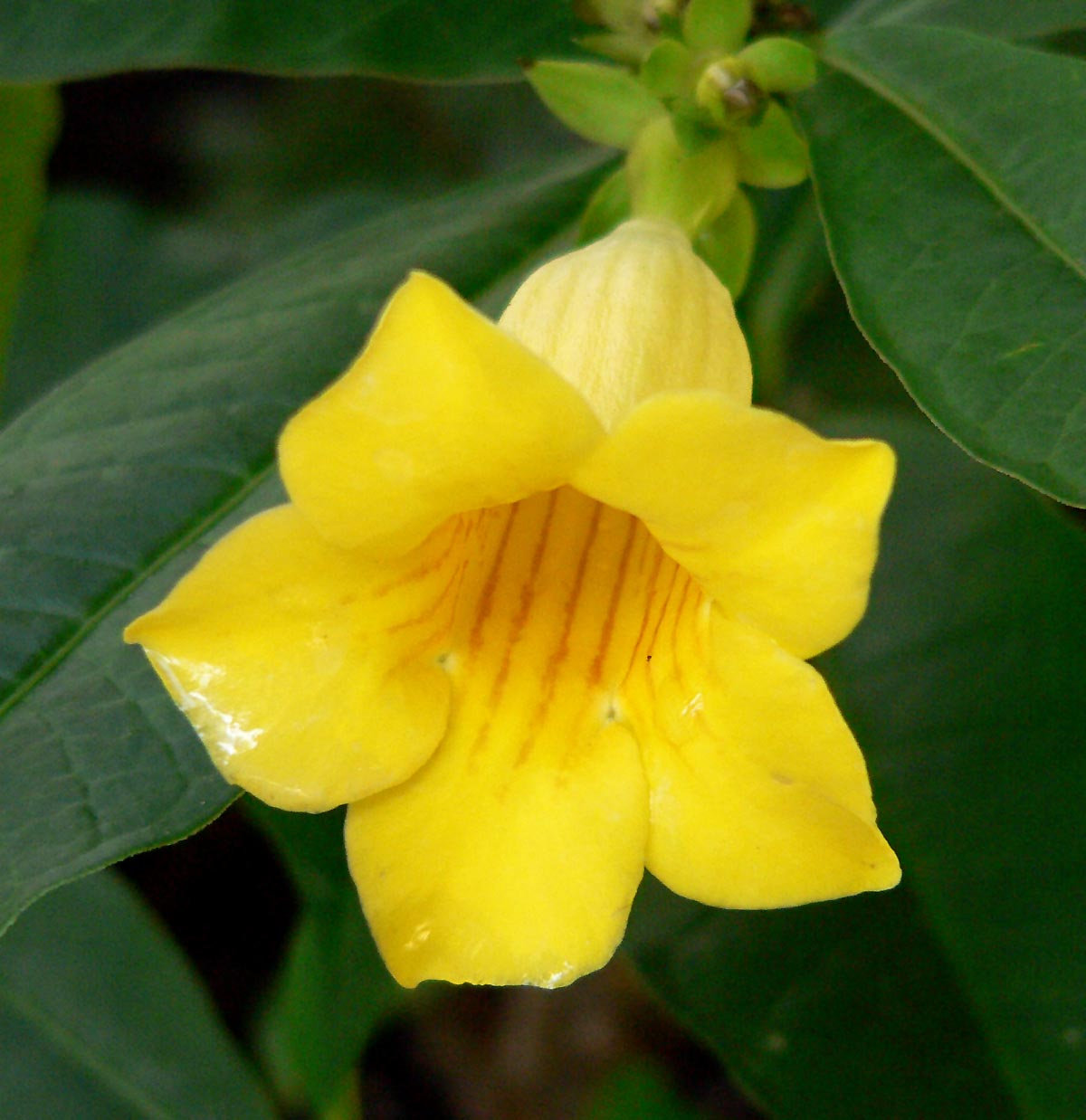
Темнокоричневі смуги Allamanda neriifolia